# Nothura maculosa
El inambú común, tinamú común o tinamú manchado (Nothura maculosa) es una especie de ave tinamiforme distribuida por Brasil, Bolivia, Paraguay, Uruguay y Argentina. En la región pampeana de Argentina la mayoría utiliza incorrectamente el nombre de "perdiz", dado que los colonizadores europeos al llegar a las Américas las vieron parecidas a las verdaderas perdices, que solo habitan el continente europeo(Alectoris rufa).

## Características
Mide entre 24-26 cm de longitud y pesa de 162-303 g (macho) y 164-340 g (hembra). Coloración muy variable, con la parte superior más oscura. Es más grande que Nothura minor. La coloración principal es parda ocrácea con manchas negras a lo que alude su nombre específico (maculosa, "manchada").

## Hábitat y alimentación
La especie ocupa áreas de llanura, salvo Nothura maculosa submontana que se distribuye hasta los 2.000 metros de altitud y Nothura maculosa pallida que llega a los 2300 metros de altitud.
Prefiere pastizales de sabana herbácea o arbustiva. En campos de cultivo de soja, arroz, raramente en bosques. Es omnívora, con fuerte tendencia herbívora e insectívora. Entre las plantas que consumen están de las familias Faboideae, Oxalidaceae y Malvaceae.

## Voz
El canto onomatopéyico es "fi-fi-fi-fi" acelerando los tiempos, y lo emite al atardecer antes de la puesta del sol y en la mañana.

## Reproducción

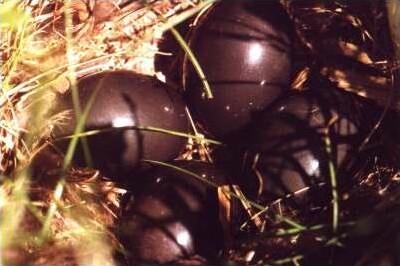
Huevos de la perdiz común.

La reproducción va de septiembre a marzo en Argentina, primavera y verano. Por ello, la temporada de caza es habilitada en invierno. El nido lo hace en una depresión en el suelo, debajo de matas de pasto. Pone de 4 a 6 huevos de coloración marrón al vinoso. Las hembras ponen huevos en un nido y los machos empollan.

## Estado de conservación
Todos los tinámidos se encuentran en retracción. Su hábitat es destruido constantemente por la agricultura. La densidad de población es alta en campos con pastos naturales (10 ejemplares por hectárea). Pero en zonas agrícolas prácticamente ha desaparecido.

## Sistemática
Subdividida en 8 subespecies: 
- Nothura maculosa annectens Conover, 1950.
- Nothura maculosa cearensis Naumburg, 1932
- Nothura maculosa maculosa Temminck, 1815.
- Nothura maculosa major Spix, 1825.
- Nothura maculosa nigroguttata Salvadori, 1895.
- Nothura maculosa pallida Olrog, 1959.
- Nothura maculosa paludivaga Conover, 1950.
- Nothura maculosa submontana Conover, 1950.